# Swietłana Matwiejewa
Swietłana Władisławowna Matwiejewa, ros. Светлана Владиславовна Матвеева (ur. 4 lipca 1969 w Frunze) – rosyjska szachistka, reprezentantka Kirgistanu w 1993, arcymistrzyni od 1989, posiadaczka męskiego tytułu mistrza międzynarodowego od 2005 roku.

## Kariera szachowa
Od połowy lat 80. należy do szerokiej światowej czołówki. Pomiędzy 1985 a 1995 r. pięciokrotnie wzięła udział w turniejach międzystrefowych (eliminacjach mistrzostw świata), za każdym razem zajmując miejsca w pierwszej dziesiątce (najlepszy wynik – V miejsce w roku 1985 w Żeleznowodsku). W 1989 roku zdobyła złoty medal na mistrzostwach Europy juniorek do 20 lat, natomiast w 1991 r. – tytuł mistrzyni Rosji kobiet.
Wielokrotnie reprezentowała ZSRR, Kirgistan i Rozję w turniejach drużynowych, m.in.:
- sześciokrotnie na olimpiadach szachowych (w latach 1992, 1994, 1996, 1998, 2000, 2002); pięciokrotna medalistka: wspólnie z drużyną – dwukrotnie srebrna (1998, 2002) i dwukrotnie brązowa (1996, 2000) oraz indywidualnie – brązowa (2002 – na II szachownicy)[4],
- dwukrotnie na drużynowych mistrzostwach Europy (w latach 1997, 2003); trzykrotna medalistka: wspólnie z drużyną – brązowa (2003) oraz indywidualnie – dwukrotnie złota (2003 – za wynik rankingowy i 2003 – na II szachownicy)[5].

W latach 2000, 2004, 2006 i 2008 czterokrotnie startowała w mistrzostwach świata systemem pucharowym. Najlepszy rezultat, będący zarazem jej życiowym sukcesem, odniosła w roku 2006 w Jekaterynburgu, gdzie awansowała do półfinału, w którym uległa Xu Yuhua i ostatecznie została sklasyfikowana na miejscu III-IV (wraz z Wiktorią Cmilyte).
W 2002 r. zdobyła w Eliście srebrny medal mistrzostw Rosji. W tym samym roku odniosła duży sukces, awansując do półfinału Pucharu Świata w Hyderabadzie, w którym wyeliminowana została przez Antoanetę Stefanową. W 2003 r. podzieliła I miejsce (wraz z Natalią Żukową) w silnie obsadzonym turnieju North Urals Cup w Krasnoturińsku. W 2004 r. triumfowała (przed Iriną Krush i Almirą Skripczenko) w I internetowym turnieju ACP rozegranym na playchess.com. W 2008 r. zdobyła w Sierpuchow Puchar Rosji, w finale pokonując Walentinę Guninę.
W latach 2004–2005 była członkiem zarządu Stowarzyszenia Szachowych Zawodowców.
Najwyższy ranking w karierze osiągnęła 1 stycznia 2004 r., z wynikiem 2502 punktów dzieliła wówczas trzecie miejsce na świecie (za Judit Polgar i Xie Jun, wspólnie z Alisą Galiamową i Mają Cziburdanidze).